# كولن ستيوارت
كولن ستيوارت (بالإنجليزية: Colin Stewart)‏ (10 يناير 1980 بميدلزبرة في المملكة المتحدة - ) هو لاعب كرة قدم بريطاني في مركز حراسة المرمى. شارك مع منتخب اسكتلندا تحت 21 سنة لكرة القدم. أما مع النوادي، فقد لعب مع ريث روفرز ونادي بارتيك ثيسل ونادي روس كاونتي ونادي كيلمارنوك وهاميلتون أكاديميكال ونادي سترنرير ‏ ونادي ألوا أثليتيك وأردريونيانز ونادي كاودينبيث لكرة القدم وGrindavík (men's football) ‏ ونادي كوينز بارك ونادي غرينوك مورتون ونادي ليفينغستون لكرة القدم ونادي كلايدبانك ‏.

## وصلات خارجية
- كولن ستيوارت على موقع قاعدة بيانات كرة القدم.إي يو (الإنجليزية)
- كولن ستيوارت على موقع Soccerbase.com (لاعب) (الإنجليزية)